# Socialism utopic
Socialismul utopic definește primele curente de gândire socialistă modernă, exemplificată de opera lui Henri de Saint-Simon, Charles Fourier, Étienne Cabet, și Robert Owen. Socialismul utopic este adesea descris ca prezentarea de viziuni și contururi pentru societăți ideale imaginare sau futuriste, cu idealuri pozitive ca principal motiv pentru mișcarea societății într-o astfel de direcție. Mai târziu, socialiștii și criticii socialismului utopic au văzut "socialismul utopic" ca nefiind întemeiat în condițiile materiale efective ale societății existente, și, în unele cazuri, ca reacționar. Aceste viziuni ale societăților ideale au concurat cu mișcările social-democrate revoluționare inspirate de teoriile marxiste.

## În literatură și în practică
Poate că primul socialist utopic a fost Thomas Morus (1478-1535) care a scris despre o societate socialistă imaginară în cartea sa Utopia care a fost publicată în 1516. Definiția contemporană a cuvântului englez "utopia" derivă din această operă. Multe aspecte ale descrierii Utopiei lui Morus a fost influențată de viața în mănăstiri.

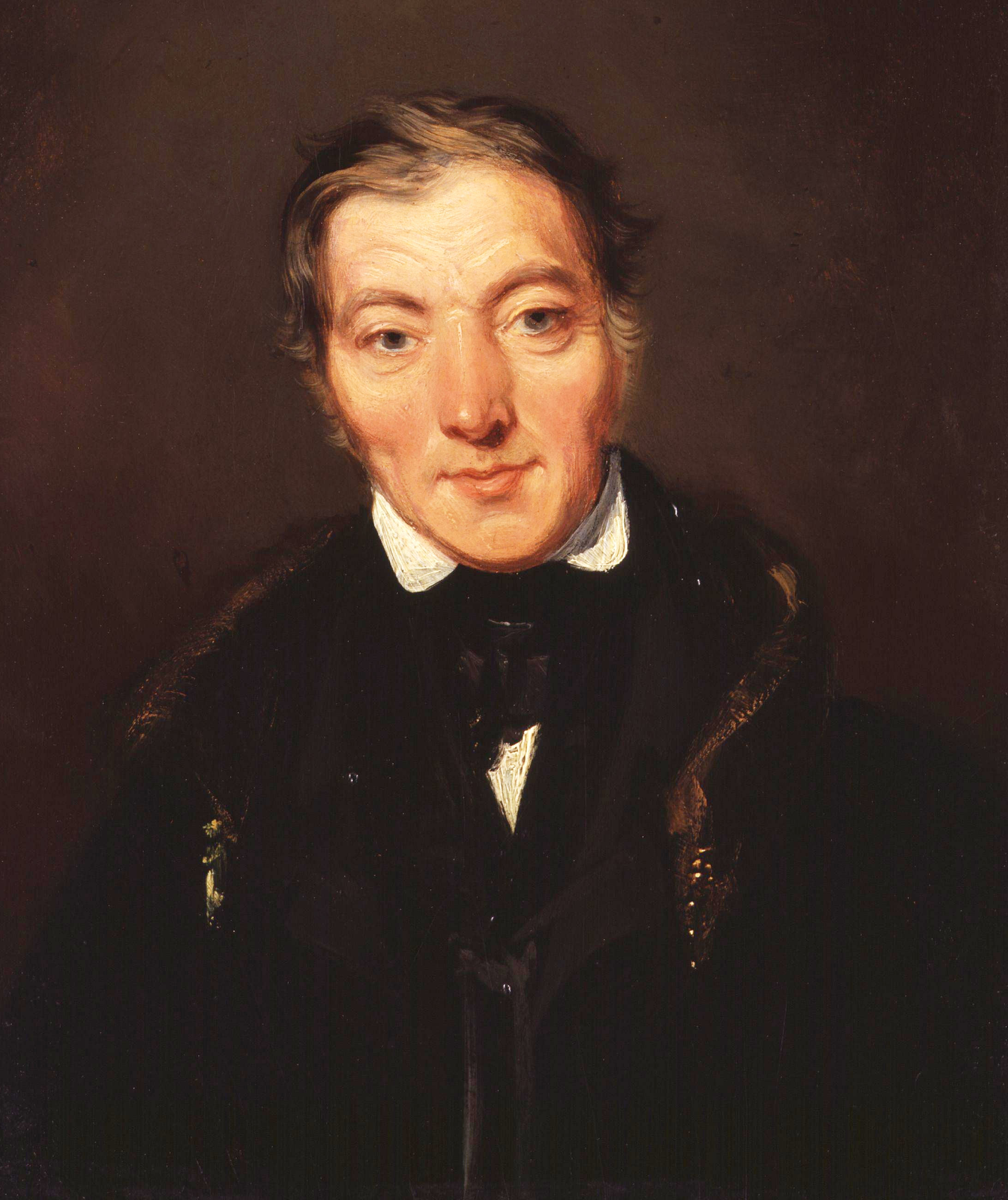
Robert Owen a fost unul dintre fondatorii socialismului utopic.

## Socialiști utopici notabili
- Charles Fourier
- François Noël Babeuf
- Esteban Echeverría
- Teodor Diamant

## Vezi și
- Futurism
- Istoria socialismului
- Kibuț
- Marxism
- Socialism